# Christophe Beck
Christophe Beck, egentligen Jean-Christophe Beck, född 30 november 1972 i Montréal, är en kanadensisk filmmusikkompositör. Han belönades med en Emmy 1998 för musiken till Buffy och vampyrerna och ligger bakom musiken till bland annat Frost och Baksmällan-trilogin.

## Film- och TV-musik (i urval)
- 1997 – Buffy och vampyrerna (TV-serie)
- 2000 – Bring It On
- 2002 – Big Fat Liar
- 2002 – The Tuxedo
- 2003 – Smekmånaden
- 2003 – American Pie – The Wedding
- 2003 – Fullt hus
- 2004 – Alla hans ex
- 2005 – Elektra
- 2005 – Isprinsessan
- 2006 – Hotet inifrån
- 2006 – Zoom
- 2007 – Bröllopsprovet
- 2008 – Drillbit Taylor
- 2008 – What Happens in Vegas
- 2009 – Baksmällan
- 2009 – All About Steve
- 2010 – En galen natt
- 2011 – Crazy, Stupid, Love
- 2012 – This Means War
- 2012 – Pitch Perfect
- 2013 – R.I.P.D.
- 2013 – Frost
- 2014 – Edge of Tomorrow
- 2015 – Ant-Man
- 2016 – Trolls
- 2017 – American Made
- 2017 – Olofs frostiga äventyr
- 2017 – Den 12:e mannen
- 2018 – Ant-Man and the Wasp
- 2018 – The Christmas Chronicles
- 2019 – Frost 2
- 2020 – Like a Boss
- 2020 – The Christmas Chronicles 2
- 2021 – WandaVision (TV-serie)
- 2021 – Free Guy
- 2021 – Hawkeye (TV-serie)
- 2023 – Ant-Man and the Wasp: Quantumania
- 2023 – Shazam! Fury of the Gods
- 2023 – Nimona
- 2024 – Road House
- 2024 – Unfrosted: The Pop-Tart Story
- 2024 – Agatha (TV-serie)